# Озерки (Гвардейский район)

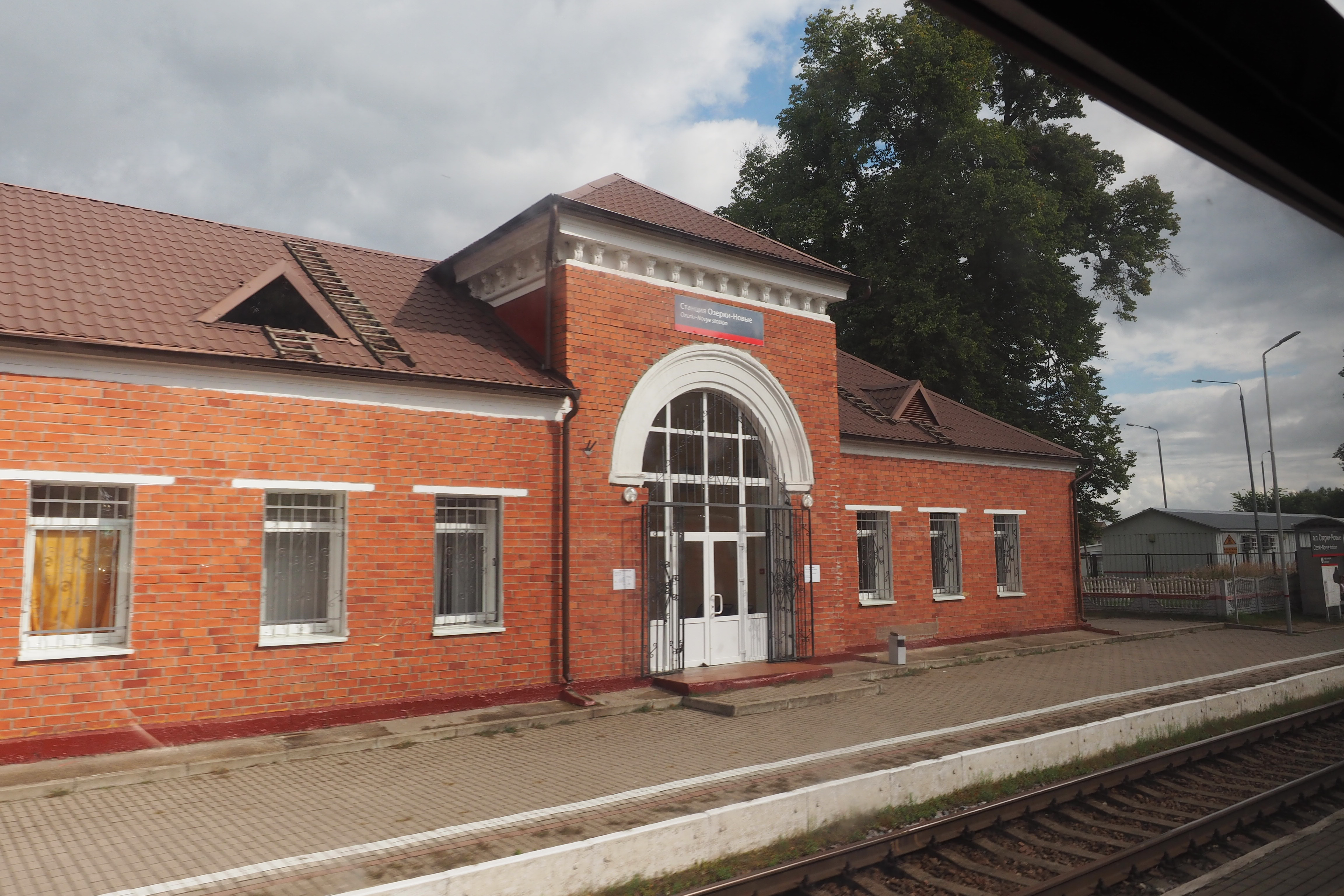

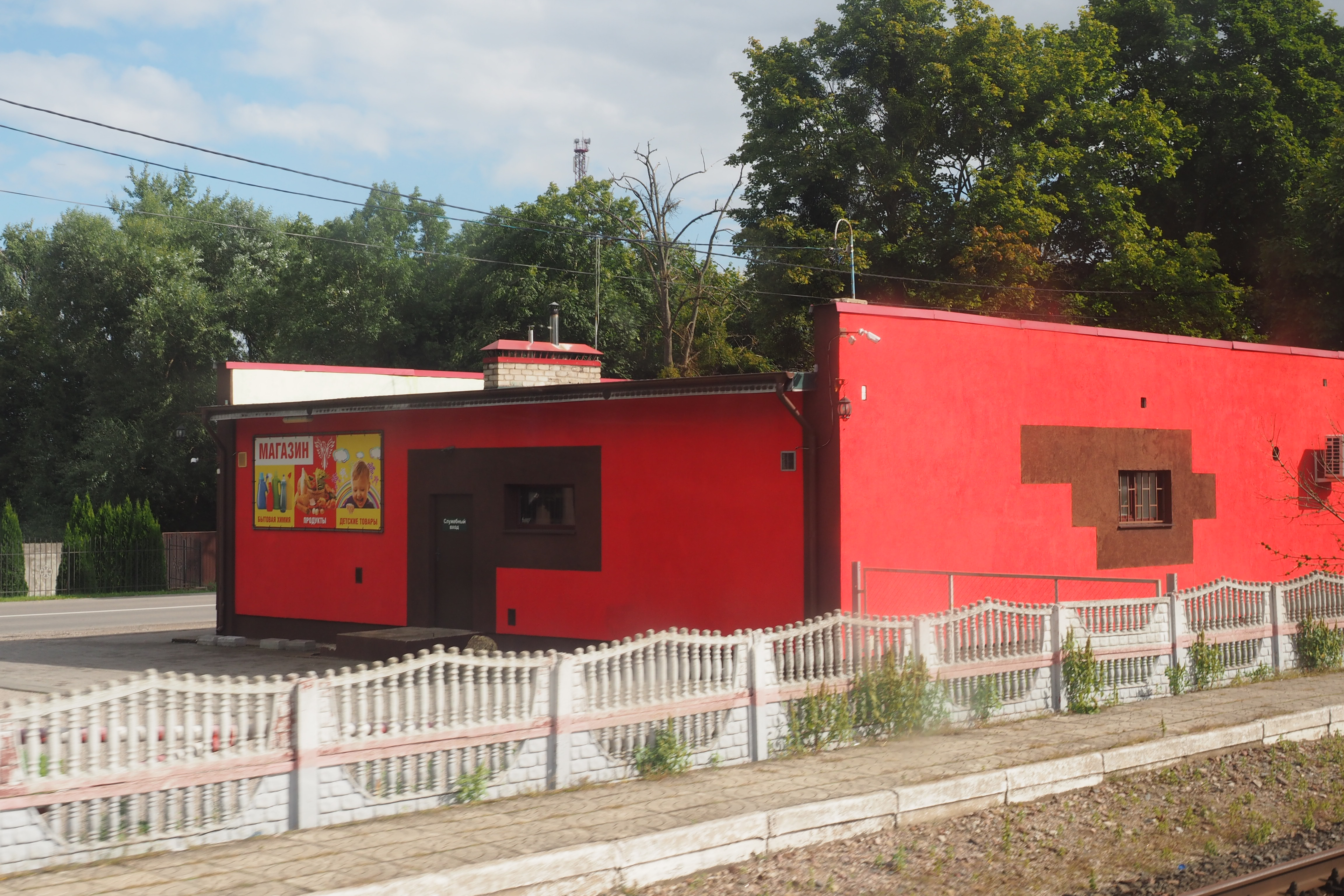

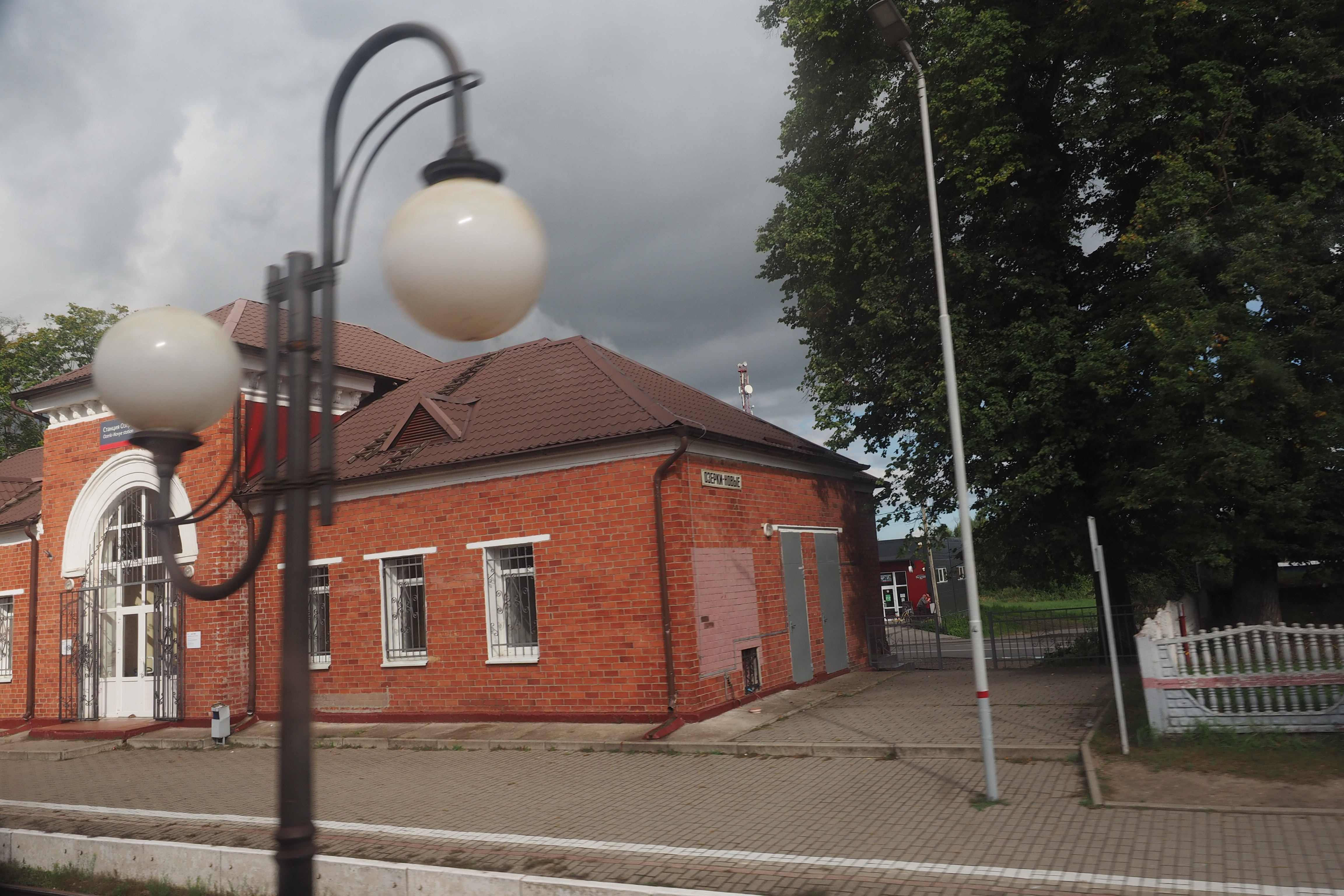

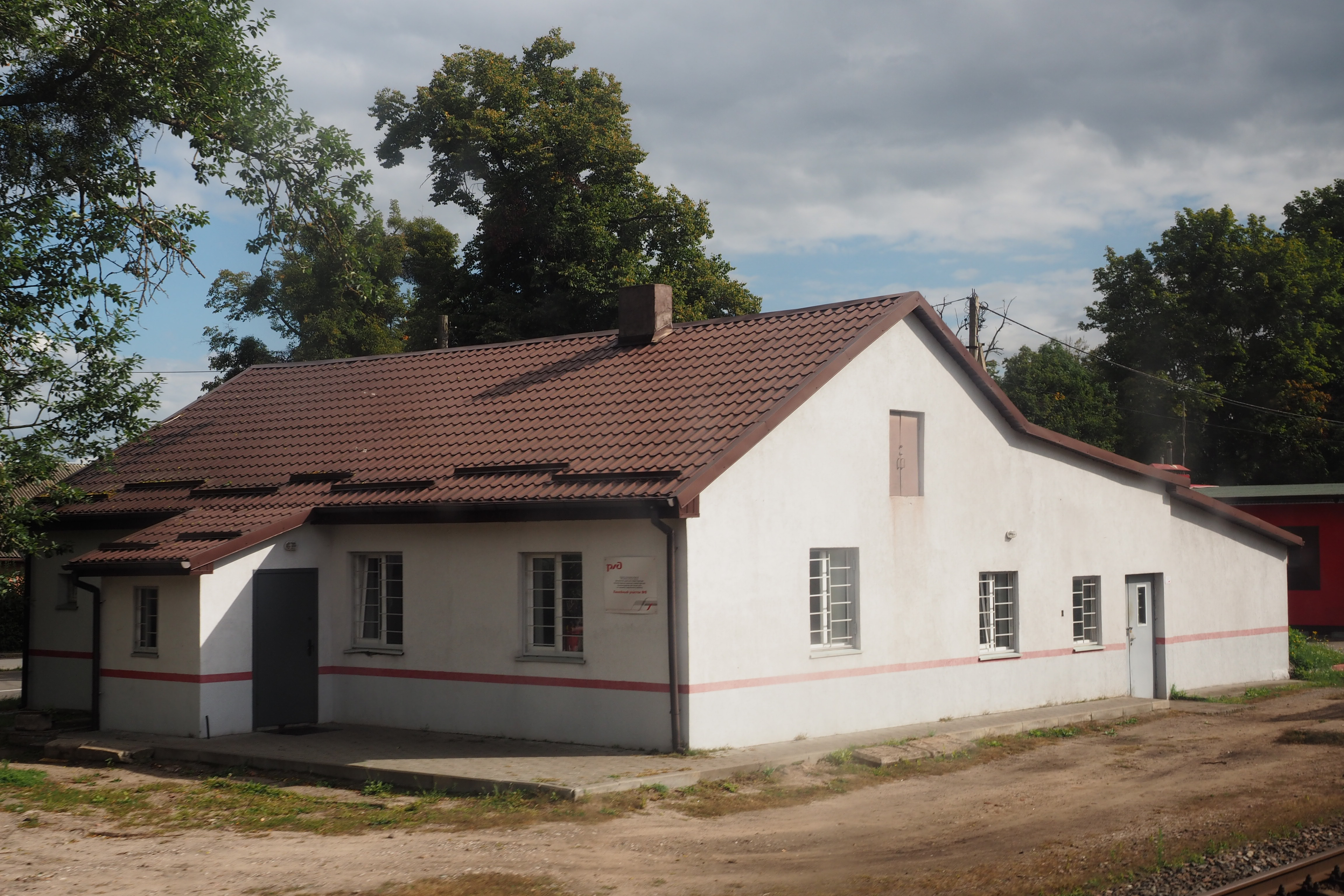

Озерки́ — посёлок в Гвардейском городском округе Калининградской области Российской Федерации. Административный центр Озерковского сельского поселения. Население — 2473 чел.

## Топоним
Русское название посёлка из-за расположения рядом с большим озером Пустое (Гаулиндерзее) и несколькими меньшими озёрами.
До 1946 года носило название Гросс-Линденау, нем. Gross Lindenau, в переводе с немецкого «Большие Липы».

## География
Расположен в 11 км от Гвардейска и в 27 км от Калининграда.

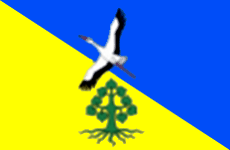

## История
Первое документальное упоминание о Линденау относится к 1339 году. Первая кирха была построена в 1367 году. На территории поселения находилось имение Капкайм (нем.  Kapkeim), входившее в крайс (район) Велау (ныне Знаменск) округа Кёнигсберг Пруссии, а позднее Германии. Рядом с вокзалом Гросс Линденау железнодорожной линии Кенигсберг—Инстербург стоял замок, построенный в начале XX века в стиле нового барокко на месте находившегося прежде там строения орденских времен. Восточнее имения находился замковый парк, в котором стоял мавзолей. В 20-е годы XX века в замке располагалась ткацкая школа. В Капкайме была льняная фабрика.
В период с мая по июль 1945 года вблизи поселка был расположен аэродром, на котором базировалась 129-я Кенигсбергская ордена Кутузова II степени истребительная авиационная дивизия на самолётах Ла-5.
По итогам Второй мировой войны Гросс Линденау вошёл в состав СССР. В 1946 году переименован в Озерки. В 1971 году было построено новое здание школы.
Была построена новая церковь. В советское время в Озерках находился филиал калининградского завода «Кварц», а также Озерковская тюрьма.
- ГЕРБ ОЗЕРКОВСКОГО СЕЛЬСКОГО ПОСЕЛЕНИЯ

Дата принятия: 16.12.2009
Герб зарегистрирован в Государственном геральдическом регистре РФ под № 5904.
Геральдическое описание:
В скошенном лазоревом и золотом поле в лазури видимый снизу летящий сообразно скошению серебряный, с черными концами маховых перьев, червленым клювом и ногами аист, левое крыло которого частично в золоте, сопровождаемый в золоте зелёным деревом — липой.
Щит увенчан муниципальной короной установленного образца.
Утверждён решением Совета депутатов муниципального образование «Озерковское сельское поселение» № 34 от 16 декабря 2009 года.
- ФЛАГ ОЗЕРКОВСКОГО СЕЛЬСКОГО ПОСЕЛЕНИЯ

Дата принятия: 16.12.2009
Флаг зарегистрирован в Государственном геральдическом регистре РФ под № 5905.
Описание флага:
Прямоугольное полотнище с отношением ширины к длине 2:3, воспроизводящее композицию герба в синем, жёлтом, красном, чёрном и зелёном цветах.
Утвержден Решением Совета депутатов МО Озерковского СП № 35 от 16 декабря 2009 года.

## Население
| 2002 | 2010  |
| ---- | ----- |
| 2996 | ↘2473 |

## Инфраструктура
1. В посёлке Озерки находится школа МБОУ СШ «им. А. Лохматова»
2. «Физкультурно-Оздоровительный Комплекс».
3. Баскетбольный корт, футбольное поле, тренажерный комплекс, беговой стадион
4. Детские площадки
5. Два детских садика
6. Поселковая Библиотека
7. Дом культуры

В п. Озерки расположены:
1. Магазины: «Фасоль», «Любимый», «Феникс», «Горизонт», «Ромашка», «Варенька», «Чайка»
2. Маркетплейс «Ozon»
3. Кафе «Очаг», бар «Сова»

## Достопримечательности
- Усадьба XIX века.
- Усыпальница (1906)[5].
- Кирха.
- Братская могила советских воинов, погибших в январе 1945 года
- Красивые озёра и песочные пляжи

## Транспорт
Через посёлок проходит автомобильная дорога Р-508, связывающая Калининград с Гвардейском, а также железная дорога Калининград — Черняховск — Чернышевское (литовская граница). Железнодорожная станция.